# Ректор, Сара
Сара Ре́ктор (англ. Sarah Rector; 1902—1967) — афроамериканка, получившая известность как богатейшая «чёрная» девушка в мире.

## Биография
Сара Ректор родилась 3 марта 1902 года (отец Джозеф Ректор, мать Роуз Макквин, оба род. в 1881 г.) в Тафте, штат Оклахома, городе, целиком заселённом чернокожими, который в то время располагался на индейской территории. В семье, кроме неё, было ещё пятеро детей.
Предки родителей Сары были чернокожими рабами индейцев из народа крики (самоназвание — маскоги) до Гражданской войны в США. Согласно Договору 1866 года, после Гражданской войны рабы были освобождены, а те из них, кто пожелал остаться на территории индейцев, стали официально считаться принадлежащими к народу криков, который теперь включал три группы: «индейцы по крови», «белые супруги» и «вольноотпущенники» (и их потомки); последние, впрочем, зачастую имели и индейских предков тоже. Официальная принадлежность к индейскому народу, в частности, позволила вольноотпущенникам получать земельные наделы. Около 600 негритянских детей получили по 160 акров земли каждый. Этот обязательный шаг в процессе интеграции индейских земель с территорией Оклахомы сформировал то, что сейчас называется штатом Оклахома.
Земельный участок, отведённый Саре Ректор, был расположен в местечке Гленпул, в 60 милях от того места, где жила её семья. Считалось, что эта бесплодная почва непригодна для ведения сельского хозяйства. Семья Сары жила в нищете и годовой налог на эту землю в $30 был для них обременителен; её отец ходатайствовал в окружной суд о продаже участка. Ходатайство было отклонено из-за определённых ограничений, накладываемых на эту землю, поэтому суд обязал семью продолжать платить налог.
Чтобы покрыть эти расходы, в феврале 1911 года отец Сары сдал участок в аренду нефтяной компании Standard Oil. В 1913 году независимый нефтяной бурильщик B. B. Jones пробурил на этом участке скважину, нефтяной фонтан из которой начал выдавать 2500 баррелей нефти в день. Сара Ректор стала получать ежедневный доход в 300 долларов. В октябре 1913 года её роялти составили 11 567 долларов. Несколько новых скважин на этом участке впоследствии стали частью знаменитого месторождения Cushing-Drumright Oil Field.
Как только стало известно о богатстве девушки, она начала получать со всего мира многочисленные запросы на кредиты, просьбы денежных подарков и даже предложения о браке, несмотря на то, что ей было всего 12 лет. Учитывая её богатство, законодательный орган штата Оклахома принял специальный закон, объявивший Сару Ректор белым человеком, в результате чего она смогла пользоваться некоторыми благами белых американцев, например, ездить первым классом в поездах.
Сара, её братья и сестры, начали учиться в школе; семья стала жить в современном пятикомнатном коттедже, купили автомобиль. После окончания школы она училась в университете Tuskegee University. Когда Саре исполнилось 18 лет, она была уже миллионером. Она владела акциями и облигациями, пекарней и рестораном в городе Маскоги, Оклахома, а также двумя тысячами акров поймы реки. В это время она со всей семьёй переехала в Канзас-Сити, штат Миссури, где приобрела дом на 12th Street, который сохранился до сих пор и известен как Дом Ректоров (Rector House).
Умерла 22 июля 1967 года в городе Канзас-Сити, штат Миссури. Была похоронена на кладбище Blackjack Cemetery в своём родном городе.

### Личная жизнь
Сара Ректор в 1920 году вышла замуж за Кеннета Кэмпбелла, у них родилось трое сыновей: Кеннет-младший, Леонард и Кларенс, но пара развелась в 1930 году. Второй раз вышла замуж за Уильяма Кроуфорда в 1934 году.
Сара вела комфортную жизнь, наслаждаясь своим богатством — она красиво одевалась, владела дорогими автомобилями, имела собственного водителя для доставки детей в школу, часто проводила встречи в своем доме с известными членами афроамериканской общины страны. Её первый муж сотрудничал с 1928 года с автодилером Гомером Робертсом, с которым открыл в Чикаго автосалон Roberts-Campbell Motors, второй по счёту афроамериканский автомобильный салон. Продажи новых автомобилей упали с наступлением Великой депрессии и предприятие вскоре закрылось. Второй муж Сары был ресторатором, в его заведении они принимали таких людей, как Каунт Бейси и Дюк Эллингтон. Как и многие богатые американцы, она потеряла часть своего состояния во время Великой депрессии.